# Wolfgang Loitzl
Wolfgang Loitzl (Bad Ischl, 13 januari 1980) is een Oostenrijks schansspringer. Van beroep is hij militair in het Oostenrijks leger.
In 2009 werd hij wereldkampioen op de kleine schans. Op het WK van 2001 haalde Loitzl met zijn team goud op de kleine schans en brons op de grote schans. Bij de kampioenschappen van 2005 won hij met het team goud op zowel de kleine als grote schans, terwijl zijn team in 2007 op de grote schans de titel behaalde. Op het WK skivliegen in 2006 won hij, opnieuw met het team, brons.
In de wereldbeker schansspringen wist hij, tot begin 2009, individueel nog geen wedstrijd te winnen. Wel haalde hij zes keer een tweede en drie keer een derde plaats. Met het team won hij al drie keer een wedstrijd. Op 1 januari 2009 won hij zijn eerste individuele wereldbekerwedstrijd; tijdens het traditionele nieuwjaarsspringen in Garmisch-Partenkirchen, onderdeel van het Vierschansentoernooi liet hij iedereen achter zich. Ook de tweede en derde wedstrijd van 2009 wist hij te winnen hetgeen resulteerde in de eindoverwinning in het Vierschansentoernooi van 2009.
Loitzl is sinds 2006 getrouwd met Marika. Het koppel heeft twee zonen, Benjamin en Nikolas.

## Belangrijkste resultaten

### Wereldkampioenschappen junioren
| Jaar | Plaats     | Resultaten                     |
| ---- | ---------- | ------------------------------ |
| 1997 | Canmore    | landenwedstrijd normale schans |
| 1998 | St. Moritz | normale schans                 |

### Wereldkampioenschappen schansspringen
| Jaar | Plaats     | Resultaten                                                                                            |
| ---- | ---------- | --- |
| 2001 | Lahti      | 15e grote schans · 13e normale schans · landenwedstrijd grote schans · landenwedstrijd normale schans |
| 2005 | Oberstdorf | 6e normale schans · 7e grote schans · landenwedstrijd normale schans · landenwedstrijd grote schans   |
| 2007 | Sapporo    | 12e normale schans · landenwedstrijd grote schans                                                     |
| 2009 | Liberec    | normale schans · 6e grote schans · landenwedstrijd grote schans                                       |

### Wereldkampioenschappen skivliegen
| Jaar | Plaats          | Resultaten                                   |
| ---- | --------------- | -------------------------------------------- |
| 2000 | Vikersund       | 17e individuele wedstrijd                    |
| 2004 | Planica         | 15e individuele wedstrijd · landenwedstrijd  |
| 2006 | Bad Mitterndorf | 14e individuele wedstrijd 4e landenwedstrijd |
| 2008 | Planica         | landenwedstrijd                              |
| 2004 | Planica         | landenwedstrijd                              |

### Eindstand algemene wereldbeker
| Seizoen   | Plaats |
| --------- | ------ |
| 1997/1998 | 31e    |
| 1998/1999 | 12e    |
| 1999/2000 | 22e    |
| 2000/2001 | 7e     |
| 2001/2002 | 29e    |
| 2002/2003 | 60e    |
| 2003/2004 | 28e    |
| 2004/2005 | 18e    |
| 2005/2006 | 29e    |
| 2006/2007 | 13e    |
| 2007/2008 | 10e    |
| 2008/2009 | 3e     |
| 2009/2010 | 6e     |

| Logo van de Olympische Spelen | Goud | Zilver | Brons | Logo van de Olympische Spelen |
|                               | 1    | 0      | 0     |                               |